# Чемпионат Мексики по фигурному катанию
Чемпионат Мексики по фигурному катанию (исп. Campeonato De México De Patinaje Sobre Hielo) — соревнование по фигурному катанию среди спортсменов Мексики. Турнир проводится среди одиночников, как мужчин так и женщин, и, не каждый год, в танцах на льду. Большинство спортсменов представляющих Мексику на международном уровне живут и тренируются в США или Канаде.

## Призёры

### Мужчины
| Медалисты в мужском одиночном катании | Медалисты в мужском одиночном катании | Медалисты в мужском одиночном катании | Медалисты в мужском одиночном катании | Медалисты в мужском одиночном катании |
| ------------------------------------- | ------------------------------------- | ------------------------------------- | ------------------------------------- | ------------------------------------- |
| Год                                   | Место проведения                      | Золото                                | Серебро                               | Бронза                                |
| 1998                                  | Сан Херонимо                          | Рикардо Олаваррьета                   | Не было других участников             |                                       |
| 1999                                  | Леон                                  | Давид Дель Посо                       | Рикардо Олаваррьета                   | Не было других участников             |
| 2000                                  | Спортика                              | Рикардо Олаваррьета                   | Давид Дель Посо                       | Не было других участников             |
| 2001                                  | Ломас Вердес                          | Маурисио Медельин                     | Давид Дель Посо                       | Не было других участников             |
| 2002                                  | Пуэбла-де-Сарагоса                    | Маурисио Медельин                     | Майкл Хильпин                         | Не было других участников             |
| 2003                                  | Ломас Вердес                          | Умберто Контрерас                     | Не было других участников             |                                       |
| 2004                                  | Гвадалахара                           | Умберто Контрерас                     | Адриан Альварадо                      | Майкл Хильпин                         |
| 2005                                  | Ломас Вердес                          | Мигель Анхель Мойрон                  | Адриан Альварадо                      | Умберто Контрерас                     |
| 2006                                  | Куаутитлан-Искальи                    | Умберто Контрерас                     | Мигель Анхель Мойрон                  | Луис Эрнандес                         |
| 2007                                  | Монтеррей                             | Мигель Анхель Мойрон                  | Луис Эрнандес                         | Адриан Альварадо                      |
| 2008                                  | Гвадалахара                           | Луис Эрнандес                         | Умберто Контрерас                     | Мигель Анхель Мойрон                  |
| 2009                                  | Куаутитлан-Искальи                    | Луис Эрнандес                         | Умберто Контрерас                     | Адриан Альварадо                      |
| 2010                                  | Метепек                               | Умберто Контрерас                     | Луис Эрнандес                         | Не было других участников             |
| 2011                                  | Куаутитлан-Искальи                    | Луис Эрнандес                         | Балам Лабарриос                       | Фернандо Эрнандес                     |
| 2012                                  | Мехико                                | Луис Эрнандес                         | Балам Лабарриос                       | Фабриксио Каррильо                    |
| 2013                                  | Куаутитлан-Искальи                    | Луис Эрнандес                         | Фернандо Эрнандес                     | Не было других участников             |
| 2014                                  | Куаутитлан-Искальи                    | Луис Эрнандес                         | Фернандо Эрнандес                     | Балам Лабарриос                       |
| 2015                                  |                                       | Балам Лабарриос                       | Фабрицио Каррило                      | Адриан Альварадо                      |
| 2016                                  | не было соревнований у мужчин         | не было соревнований у мужчин         | не было соревнований у мужчин         | не было соревнований у мужчин         |

### Женщины
| Медалистки в женском одиночном катании | Медалистки в женском одиночном катании | Медалистки в женском одиночном катании | Медалистки в женском одиночном катании | Медалистки в женском одиночном катании |
| -------------------------------------- | -------------------------------------- | -------------------------------------- | -------------------------------------- | -------------------------------------- |
| Год                                    | Место проведения                       | Золото                                 | Серебро                                | Бронза                                 |
| 1998                                   | Сан Херонимо                           | Тания Рохас                            | Элиса Караса                           | Не было других участников              |
| 1999                                   | Леон                                   | Мария Фернанда Пуэнте                  | Росио Салас                            | Марикармен Ссесско                     |
| 2000                                   | Спортика                               | Росио Салас                            | Марикармен Ссесско                     | Мария Фернанда Пуэнте                  |
| 2001                                   | Ломас Вердес                           | Росио Салас                            | Гладис Ороско                          | Ингрид Рот                             |
| 2002                                   | Пуэбла-де-Сарагоса                     | Гладис Ороско                          | Росио Салас                            | Не было других участников              |
| 2003                                   | Ломас Вердес                           | Ана Сесилия Канту                      | Гладис Ороско                          | Ингрид Рот                             |
| 2004                                   | Гвадалахара                            | Мичеле Канту                           | Алисия Санчес                          | Не было других участников              |
| 2005                                   | Ломас Вердес                           | Гладис Ороско                          | Мичеле Канту                           | Ана Сесилия Канту                      |
| 2006                                   | Куаутитлан-Искальи                     | Мичеле Канту                           | Эмили Напталь                          | Ана Сесилия Канту                      |
| 2007                                   | Монтеррей                              | Мичеле Канту                           | Эмили Напталь                          | Ана Сесилия Канту                      |
| 2008                                   | Гвадалахара                            | Ана Сесилия Канту                      | Мичеле Канту                           | Не было других участников              |
| 2009                                   | Куаутитлан-Искальи                     | Ана Сесилия Канту                      | Мичеле Канту                           | Лоретта Амуй                           |
| 2010                                   | Метепек                                | Ана Сесилия Канту                      | Мари Ро Рейес                          | Не было других участников              |
| 2011                                   | Куаутитлан-Искальи                     | Мари Ро Ройес                          | Ана Сесилия Канту                      | Не было других участников              |
| 2012                                   | Мехико                                 | Рейна Амуй                             | Ана Сесилия Канту                      | Приссила Алавес                        |
| 2013                                   | Куаутитлан-Искальи                     | Рейна Амуй                             | Ана Сесилия Канту                      | Не было других участников              |
| 2014                                   | Куаутитлан-Искальи                     | Рейна Амуй                             | Мари Ро Ройс                           | Присцила Алавес                        |
| 2015                                   |                                        | Рейна Амуй                             | Айслин Росадо                          | Мари Ро Ройс                           |
| 2016                                   |                                        | Айслин Росадо                          | Присцила Алавес                        | Мишель Квунтеро                        |

### Танцы
| Медалисты в танцах на льду | Медалисты в танцах на льду            | Медалисты в танцах на льду            | Медалисты в танцах на льду            | Медалисты в танцах на льду            |
| -------------------------- | ------------------------------------- | ------------------------------------- | ------------------------------------- | ------------------------------------- |
| Год                        | Место                                 | Золото                                | Серебро                               | Бронза                                |
| 2004                       | Ломас Вердес                          | Лаура Мунана / Луке Мунана            | Не было других участников             | Не было других участников             |
| 2005                       | Куаутитлан-Искальи                    | Лаура Мунана / Луке Мунана            | Не было других участников             | Не было других участников             |
| 2006— 2009                 | не было соревнований в танцах на льду | не было соревнований в танцах на льду | не было соревнований в танцах на льду | не было соревнований в танцах на льду |
| 2010                       | Куаутитлан-Искальи                    | Коренне Брунс / Бенжамин Вестенберхер | Не было других участников             | Не было других участников             |
| 2011                       | Куаутитлан-Искальи                    | Коренне Брунс / Риан ван Наттен       | Не было других участников             | Не было других участников             |
| 2012                       | Мехико                                | Коренне Брунс / Риан ван Наттен       | Не было других участников             | Не было других участников             |
| 2013— 2016                 | не было соревнований в танцах на льду | не было соревнований в танцах на льду | не было соревнований в танцах на льду | не было соревнований в танцах на льду |